# Наварро, Фернандо
Ферна́ндо Нава́рро Корба́чо (исп. Fernando Navarro Corbacho; род. 25 июня 1982) — испанский футболист, левый защитник.

## Карьера
Имеет опыт игры в составе «Барселоны», в которой он был призван заменить левого защитника Серхи Бархуана, который перешёл в «Атлетико Мадрид» в 2002 году после серьёзной травмы.
После краткосрочной аренды в «Альбасете» Наварро был взят в аренду «Мальоркой» в сезоне 2005/06, в следующем сезоне он был приобретен островитянами, где и выступал до 2008 года.
18 июня 2008 года Наварро подписал пятилетний контракт с клубом «Севилья». Сумма трансфера составила € 5 млн.
19 июня 2015 года Наварро перешёл в «Депортиво Ла-Корунья».

## Достижения
«Барселона»
- Чемпион Испании: 2004/05

 «Севилья»
- Обладатель Кубка Испании: 2009/10
- Победитель Лиги Европы УЕФА: 2013/14, 2014/15

 Сборная Испании
- Чемпион Европы: 2008